# Empersdorf
Empersdorf ist eine Gemeinde mit 1387 Einwohnern (Stand 1. Jänner 2024) im Gerichtsbezirk bzw. Bezirk Leibnitz in der Steiermark.

## Geografie

### Geografische Lage
Empersdorf ist die nördlichste Gemeinde im Bezirk Leibnitz und liegt am Oberlauf der Stiefing.

### Gemeindegliederung
Das Gemeindegebiet umfasst die einzige Katastralgemeinde Empersdorf bzw. zwei Ortschaften (in Klammern Einwohnerzahl Stand 1. Jänner 2024):
- Empersdorf (539)
- Liebensdorf (848)

### Nachbargemeinden
Die Gemeinde Empersdorf ist von sechs Gemeinden umgeben, vier davon liegen im Bezirk Graz-Umgebung (GU) und eine im Bezirk Südoststeiermark (SO).
| Vasoldsberg (GU)     | Nestelbach bei Graz (GU)                    | Sankt Marein bei Graz (GU)   |
| Hausmannstätten (GU) | Kompassrose, die auf Nachbargemeinden zeigt | Pirching am Traubenberg (SO) |
|                      | Heiligenkreuz am Waasen                     |                              |

## Geschichte
Um 1286 wurde der Name Irempoltstorff (Empersdorf) erstmals erwähnt. Die Ortsgemeinde als autonome Körperschaft entstand 1850. Nach der Annexion Österreichs 1938 lag die Gemeinde im Reichsgau Steiermark, 1945 bis 1955 war sie Teil der britischen Besatzungszone in Österreich.

## Kultur und Sehenswürdigkeiten

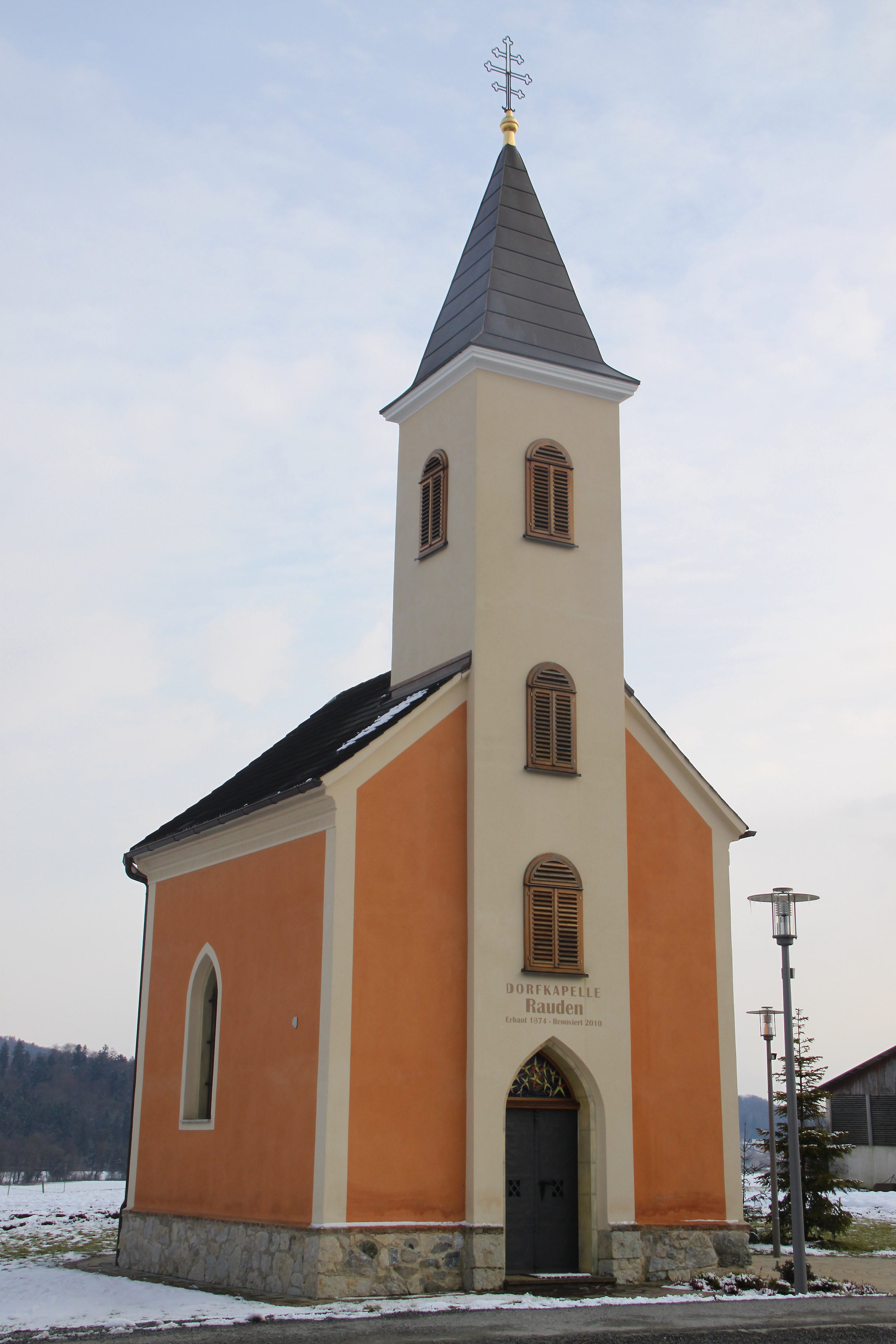
Dorfkapelle in Rauden

### Bevölkerungsentwicklung
| Empersdorf: Einwohnerzahlen von 1869 bis 2024       | Empersdorf: Einwohnerzahlen von 1869 bis 2024 | Empersdorf: Einwohnerzahlen von 1869 bis 2024 | Empersdorf: Einwohnerzahlen von 1869 bis 2024 | Empersdorf: Einwohnerzahlen von 1869 bis 2024 |
| --------------------------------------------------- | --------------------------------------------- | --------------------------------------------- | --------------------------------------------- | --------------------------------------------- |
| Jahr                                                |                                               |                                               |                                               | Einwohner                                     |
| 1869                                                | 1869                                          |                                               | 947                                           | 947                                           |
| 1880                                                | 1880                                          |                                               | 940                                           | 940                                           |
| 1890                                                | 1890                                          |                                               | 986                                           | 986                                           |
| 1900                                                | 1900                                          |                                               | 927                                           | 927                                           |
| 1910                                                | 1910                                          |                                               | 957                                           | 957                                           |
| 1923                                                | 1923                                          |                                               | 929                                           | 929                                           |
| 1934                                                | 1934                                          |                                               | 1.028                                         | 1.028                                         |
| 1939                                                | 1939                                          |                                               | 925                                           | 925                                           |
| 1951                                                | 1951                                          |                                               | 888                                           | 888                                           |
| 1961                                                | 1961                                          |                                               | 920                                           | 920                                           |
| 1971                                                | 1971                                          |                                               | 1.026                                         | 1.026                                         |
| 1981                                                | 1981                                          |                                               | 1.107                                         | 1.107                                         |
| 1991                                                | 1991                                          |                                               | 1.202                                         | 1.202                                         |
| 2001                                                | 2001                                          |                                               | 1.216                                         | 1.216                                         |
| 2011                                                | 2011                                          |                                               | 1.327                                         | 1.327                                         |
| 2021                                                | 2021                                          |                                               | 1.422                                         | 1.422                                         |
| 2024                                                | 2024                                          |                                               | 1.387                                         | 1.387                                         |
| Quelle(n): Statistik Austria, Gebietsstand 1.1.2021 |                                               |                                               |                                               |                                               |

## Wirtschaft und Infrastruktur

### Wirtschaftssektoren
Von den 89 landwirtschaftlichen Betrieben des Jahres 2010 wurden 19 im Haupt-, 64 im Nebenerwerb und sechs von Personengemeinschaften geführt. Diese sechs bewirtschafteten 57 Prozent der Flächen. Im Produktionssektor arbeiteten 54 Erwerbstätige in der Bauwirtschaft und acht im Bereich Herstellung von Waren. Der Dienstleistungssektor wuchs vor allem im Bereich freiberufliche Dienstleistungen, der 2011 mehr als 100 Menschen beschäftigte.
| Wirtschaftssektor            | Anzahl Betriebe | Anzahl Betriebe | Anzahl Betriebe | Erwerbstätige | Erwerbstätige | Erwerbstätige |
| Wirtschaftssektor            | 2021            | 2011            | 2001            | 2021          | 2011          | 2001          |
| ---------------------------- | --------------- | --------------- | --------------- | ------------- | ------------- | ------------- |
| Land- und Forstwirtschaft 1) | 35              | 89              | 106             | 39            | 44            | 52            |
| Produktion                   | 22              | 12              | 8               | 72            | 62            | 38            |
| Dienstleistung               | 55              | 42              | 24              | 171           | 198           | 34            |

1) Betriebe mit Fläche in den Jahren 2010 und 1999, Arbeitsstätten im Jahr 2021

### Arbeitsmarkt, Pendeln
Im Jahr 2011 lebten 706 Erwerbstätige in Empersdorf. Davon arbeiteten 115 in der Gemeinde, mehr als achtzig Prozent pendelten aus.

### Verkehr
Die wichtigste Straßenverbindung ist die Kirchbacher Straße B73 von Graz nach Leibnitz.

## Politik

### Bürgermeister
Bürgermeister ist seit Oktober 2017 Volker Vehovec (ÖVP).
Dem Gemeindevorstand gehören weiters der Vizebürgermeister Christian Stermschegg (ÖVP) und der Gemeindekassier Florian Theissl (SPÖ) an.

### Gemeinderat
Der Gemeinderat besteht aus 15 Mitgliedern. Nach dem Ergebnis der Gemeinderatswahl 2020 setzt sich dieser wie folgt zusammen:
- 10 Mandate ÖVP
- 04 Mandate SPÖ
- 01 Mandat FPÖ

Die letzten Gemeinderatswahlen brachten folgende Ergebnisse:
| Partei                         | 2020             | 2020             | 2020             | 2015             | 2015             | 2015             | 2010             | 2010             | 2010             | 2005             | 2005             | 2005             | 2000             | 2000             | 2000             |
| Partei                         | Stimmen          | %                | Mandate          | St.              | %                | M.               | St.              | %                | M.               | St.              | %                | M.               | St.              | %                | M.               |
| ------------------------------ | ---------------- | ---------------- | ---------------- | ---------------- | ---------------- | ---------------- | ---------------- | ---------------- | ---------------- | ---------------- | ---------------- | ---------------- | ---------------- | ---------------- | ---------------- |
| ÖVP                            | 466              | 62               | 10               | 513              | 66               | 10               | 543              | 64               | 10               | 468              | 58               | 9                | 388              | 49               | 8                |
| SPÖ                            | 228              | 30               | 04               | 260              | 34               | 05               | 309              | 36               | 05               | 343              | 42               | 6                | 237              | 30               | 4                |
| Bürgerliste Wir für Empersdorf | nicht kandidiert | nicht kandidiert | nicht kandidiert | nicht kandidiert | nicht kandidiert | nicht kandidiert | nicht kandidiert | nicht kandidiert | nicht kandidiert | nicht kandidiert | nicht kandidiert | nicht kandidiert | 169              | 21               | 3                |
| FPÖ                            | 62               | 8                | 1                | nicht kandidiert | nicht kandidiert | nicht kandidiert | nicht kandidiert | nicht kandidiert | nicht kandidiert | nicht kandidiert | nicht kandidiert | nicht kandidiert | nicht kandidiert | nicht kandidiert | nicht kandidiert |
| Wahlberechtigte                | 1.182            | 1.182            | 1.182            | 1.115            | 1.115            | 1.115            | 1.113            | 1.113            | 1.113            | 1.079            | 1.079            | 1.079            | 991              | 991              | 991              |
| Wahlbeteiligung                | 65 %             | 65 %             | 65 %             | 73 %             | 73 %             | 73 %             | 78 %             | 78 %             | 78 %             | 79 %             | 79 %             | 79 %             | 82 %             | 82 %             | 82 %             |

### Wappen
Die Verleihung des Gemeindewappens erfolgte mit Wirkung vom 1. Februar 1986.

Blasonierung (Wappenbeschreibung):
„In Blau ein silbernes Patriarchenkreuz in Mauerankern endend, unten von je einem schräg gestellten silbernen Hufeisen beseitet.“'

## Persönlichkeiten

### Ehrenbürger
- 1987: Josef Krainer junior (1930–2016), Landeshauptmann der Steiermark 1980–1996[12]